# Luc Siméon Dagobert
Luc Siméon Auguste Dagobert de Fontenille (ur. 8 marca 1736 w La Chapelle-en-Juger, zm. 18 kwietnia 1794 w Puigcerdzie) – francuski generał, walczący podczas wojny rewolucyjnej Francji przeciwko pierwszej koalicji.

## Życiorys

### Ancien Régime
Dagobert de Fontenille wywodził się z rodziny szlacheckiej. W roku 1788 był majorem w batalionie szaserów królewskich z Delfinatu. Podczas wojny siedmioletniej służył w randze podporucznika w pułku z Touraine. Walczył wtedy w Le Royal-Italien. Pozostał w tej samej jednostce aż do kampanii korsykańskiej w roku 1769. Podczas pobytu na Korsyce nawiązał bezpośredni kontakt z rodziną Bonaparte.
Po zawarciu małżeństwa z Jacquette Pailhoux de Cascastel (córką niezależnego radcy prowincji Roussillon) został właścicielem kuźni. Wkrótce potem razem ze swoim kuzynem Jeanem-Pierre'em François Duhame'em – korespondentem akademii nauk i komisarzem króla Ludwika XVI do spraw górnictwa i kowalstwa – utworzył kompanię górniczą w Corbières oraz Le Razès pod jurysdykcją opactwa w Lagrasse.

### Okres rewolucji francuskiej
W roku 1789 Dagobert wraz z Ludwikiem Filipem Orleańskim – wielkim mistrzem Wielkiego Wschodu Francji – zaciągnął się do służby rewolucji. W roku 1792, po wybuchu wojny z pierwszą koalicją antyfrancuską, uzyskał stopień wojskowy pułkownika. Został wtedy przydzielony do armii Var (od nazwy rzeki przepływającej przez Prowansję i oddzielającej Francję od Piemontu), z którą odniósł liczne sukcesy. Przeniesiony do armii Włoch, walczącej pod wodzą d'Anselme i Birona, odznaczył się pod Niceą oraz pod col de Negro.

### Wojna z Hiszpanią
Gdy w dniu 7 marca 1793 roku francuski Konwent Narodowy wypowiedział wojnę Hiszpanii, Dagobert przeniósł się do Armii Wschodnich Pirenejów, pod komendę generała de Flersa. Otrzymał dowództwo nad umocnionym obozem w sile 8 tys. żołnierzy. W dniu 19 maja udało mu się odeprzeć hiszpański atak na ten obóz, jednakże był zmuszony go opuścić wraz z żołnierzami. Mimo to udało mu się odeprzeć 6-tysięczną kolumnę wroga, maszerującą w kierunku Perpignan. Mianowany głównodowodzącym centralnej armii Pirenejów po usunięciu de Flersa z tego stanowiska, w dniu 29 sierpnia 1793 zdobył Puycerda, a następnie – w ciągu jednej doby – całą zajmowaną przez Hiszpanów część regionu Cerdanya. Po raz kolejny pokonał Hiszpanów 4 września pod Montlouis, zdobywając 14 wrogich armat i odzyskując część prowincji Roussillon.
We wrześniu 1793 roku, po usunięciu Barbantane'a, Dagobert został głównodowodzącym Armii Wschodnich Pirenejów. Zwolnił to stanowisko po porażce z 27 września pod Truillas z rąk armii generała Ricardosa.

### Upadek i powrót do łask
Po porażce poniesionej pod Truillas Dagoberta odwołano z Armii Wschodnich Pirenejów i wezwano do Paryża, by wytłumaczył się ze swojego postępowania. Został uwięziony, lecz po pewnym czasie zwolniono go i przywrócono na poprzednie stanowisko na czele Armii Wschodnich Pirenejów. Po powrocie do Perpignan w marcu 1794 roku, nie mógł wyegzekwować od Dugommiera przekazania mu kilku batalionów (w sile 12 000 piechurów oraz 600 jeźdźców), które miały znaleźć się w jego dyspozycji. Niemniej jednak uderzył na Katalonię, gdzie udało mu się usunąć kilka pozycji wroga oraz odnieść szereg zwycięstw, m.in. zdobyć Urgell w dniu 10 kwietnia 1794. Jeszcze w tym samym miesiącu zmarł w Puigcerdà z powodu choroby. Republikański Konwent postanowił uwiecznić jego nazwisko i w tym celu postawił nową kolumnę w paryskim Panteonie.

### Rodzina
François-Gilles Dagobert, kuzyn Dagoberta z męskiej (i Bretańskiej) linii rodu, walczył po stronie republikańskiej podczas wojny w Wandei w roku 1793.